# Hiến binh Nhật

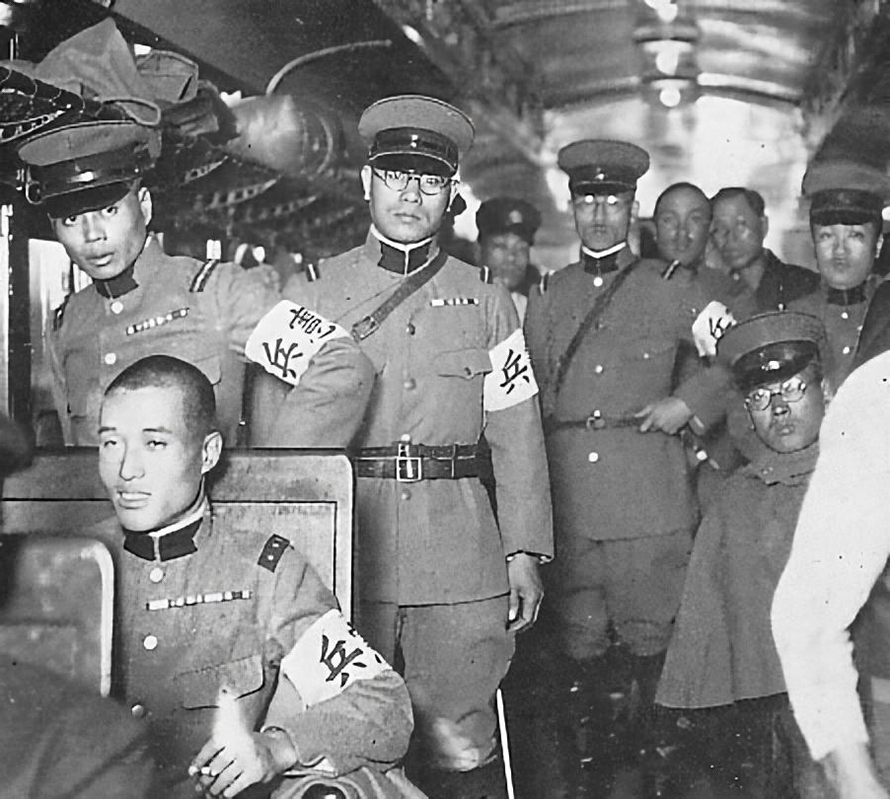
Lính Hiến binh của Quân đội Đế quốc Nhật Bản

Hiến binh Nhật (tiếng Nhật: 憲兵隊, phiên âm: Kempeitai, âm Hán Việt: Hiến binh đội) là đội Cảnh sát quân sự của Đế quốc Nhật Bản hoạt động từ 1881 đến 1945. Lực lượng này lấy mẫu từ đội cảnh sát quân sự của Pháp (gendarmarie) với quyền hành cảnh sát khi thi hành công vụ của Lục quân Đế quốc Nhật Bản, Bộ Nội vụ Nhật Bản, và Bộ Tư pháp Nhật Bản.